# Nikolaj Linjevitj
Nikolaj Petrovitj Linjevitj (ukrainska: Ліневич Микола Петрович; ryska: Николай Петрович Линевич), född 5 januari 1839 (gamla stilen: 24 december 1838) i Tjernihiv, död 23 april (gamla stilen: 10 april) 1908 i Sankt Petersburg, var en ukrainsk-rysk militär.
Linjevitj inträdde i armén 1855 och deltog till 1864 i krigshändelserna i Kaukasien samt tjänade sedan där och deltog 1877-78 i rysk-turkiska kriget, under vilket han steg till överste och blev svårt sårad i ena foten. Sedan tjänade han i Kaukasien och mellersta Asien, blev 1891 generalmajor och 1895 befälhavare i södra Ussuriområdet. Under boxarupproret 1899 förde han ett ryskt detachement ända till Peking och tillät sig därvid att dränka en mängd kineser vid Blagovjestjensk. 
I september 1900 lämnade han Peking och stod 1901 i spetsen för ett detachement, som hade till uppgift att bringa östra delen av Manchuriet till lugn, varefter han fick befälet över den nybildade 1:a sibiriska armékåren och hösten 1903 över det nybildade amurska militärdistriktet. Efter rysk-japanska krigets utbrott 1904 förde han befälet över fältarmén till Aleksej Kuropatkins ankomst, kommenderade sedan i Amurområdet och fick efter stridskrafternas delning i arméer i oktober 1904 befälet över 1:a armén. Efter nederlaget vid Mukden efterträdde Linjevitj, sedan någon tid general vid infanteriet, i mars 1905 Kuropatkin i högsta befälet. Linjevitj satte sig med häftighet mot fredsslutet, men lyckades illa hålla ordning inom armén, varför han snart hemkallades och ej åter togs i tjänst.